# Powiat Tachibana
Powiat Tachibana (jap. 橘樹郡 Tachibana-gun) – dawny powiat w Japonii, w prefekturze Kanagawa.

## Historia[1]

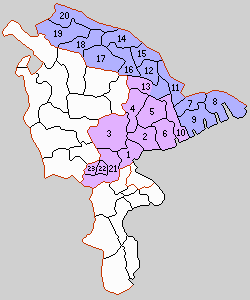
Powiat Tachibana (1–23 – 1889 r.)

W pierwszym roku okresu Meiji na terenie powiatu znajdowały się 11 miejscowości i 122 wioski. Powiat został założony 18 listopada 1878 roku. 1 kwietnia 1889 roku powiat został podzielony na 3 miejscowości: Kanagawa, Kawasaki i Hodogaya oraz 20 wiosek: Koyasu, Kozukue (小机村), Ōtsuna, Asahi, Umio, Daishigawara, Tajima, Machida, Miyuki, Sumiyoshi, Hiyoshi, Takatsu, Nakahara, Tachibana, Mukaoka, Miyasaki, Ikuta, Inada, Miyagawa i Yasaki.
- 5 lutego 1892 – wioska Kozukue zmieniła nazwę na Shirosato.
- 1 kwietnia 1901 – miejscowość Kanagawa została włączona w teren miasta Jokohama. (2 miejscowości, 20 wiosek)
- 1 kwietnia 1909 – wioski Miyagawa i Yasaki zostały włączone do miejscowości Hodogaya. (2 miejscowości, 18 wiosek)
- 1 kwietnia 1911 – wioska Koyasu została podzielona: część włączono do miasta Jokohama, część do wioski Ōtsuna, a reszta do wioski Asahi. (2 miejscowości, 17 wiosek)
- 1 kwietnia 1921 – wioska Umio zdobyła status miejscowości i zmieniła nazwę na Tsurumi. (3 miejscowości, 16 wiosek)
- 1 stycznia 1923 – wioska Daishigawara zdobyła status miejscowości i zmieniła nazwę na Daishi. (4 miejscowości, 15 wiosek)
- 1 kwietnia 1923 – wioska Machida zdobyła status miejscowości i zmieniła nazwę na Ushioda. (5 miejscowości, 14 wiosek)
- 1 czerwca 1923 – wioska Tajima zdobyła status miejscowości. (6 miejscowości, 13 wiosek)
- 1 lipca 1924 – miejscowości Kawasaki, Daishi i wioska Miyuki połączyły się tworząc miasto Kawasaki. (4 miejscowości, 12 wiosek)
- 1 kwietnia 1925 – miejscowość Ushioda została włączona w teren miejscowości Tsurumi. (3 miejscowości, 12 wiosek)
- 10 maja 1925 – część wioski Sumiyoshi połączyła się z wioską Hiyoshi. Pozostała część wsi została włączona do wioski Nakahara, która zdobyła status miejscowości. (4 miejscowości, 10 wiosek)
- 1 kwietnia 1927: (1 miejscowość, 7 wiosek)
  - miejscowość Tajima została włączona w teren miasta Kawasaki.
  - miejscowości Tsurumi, Hodogaya i wioski Asahi, Ōtsuna, Shirosato zostały włączone do Jokohamy.
- 17 kwietnia 1928 – wioska Takatsu zdobyła status miejscowości. (2 miejscowości, 6 wiosek)
- 1 czerwca 1932 – wioska Inada zdobyła status miejscowości. (3 miejscowości, 5 wiosek)
- 1 sierpnia 1933 – miejscowość Nakahara została włączona do miasta Kawasaki. (2 miejscowości, 5 wiosek)
- 1 kwietnia 1937: (1 miejscowość, 4 wioski)
  - miejscowość Takatsu została włączona do miasta Kawasaki.
  - część wioski Hiyoshi zostanła włączona do miasta Jokohama, stając się częścią dzielnicy Kanagawa. Reszta została połączona z miastem Kawasaki.
- 1 czerwca 1937 – wioska Tachibana została włączona do miasta Kawasaki. (1 miejscowość, 3 wioski)
- 1 października 1938 – miejscowość Inada i wioski Mukaoka, Miyasaki i Ikuta zostały włączone do miasta Kawasaki. W wyniku tego połączenia powiat Tachibana został rozwiązany.